# Shurik'n
Pour les articles homonymes, voir Shuriken et Mussard.
Shurik'n, parfois stylisé Shurik'N, de son vrai nom Geoffroy Mussard, né le 11 mars 1966 à Miramas, dans les Bouches-du-Rhône, est un rappeur et producteur français d'origines malgache et réunionnaise. Il est membre du groupe de rap IAM, fondé en 1988. Shurik'n est le frère du rappeur Faf Larage, avec lequel il publie l'album La Garde en 2000.
Considéré comme l'un des plus grands rappeurs français de l'histoire du hip-hop grâce à ses couplets mythiques dans les morceaux Demain c'est loin ou Nés sous la même étoile avec son groupe IAM, son album solo Où je Vis est très souvent cité comme étant la quintessence du rap français avec des morceaux devenus classiques comme Lettre, Samouraï ou Manifeste.
Adepte de la spiritualité taoïste et connaisseur des cultures asiatiques, Geoffroy Mussard pratique un grand nombre d’arts martiaux notamment le kung-fu et l’aïkido. Il établit un parallèle entre ses deux passions, arts martiaux et rap, estimant que toutes deux permettent de suivre des lignes de conduite bénéfiques et développent l'esprit ; pour lui, le rap est une forme d'art martial ; il a notamment beaucoup participé sur le clip Benkei et Minamoto de l'album Arts Martiens. Il a exercé le métier de chaudronnier.

## Biographie
Geoffroy Mussard est français d'origine malgache et réunionnaise.
Né à Miramas, il y vit jusqu'à l'âge de 13 ans puis déménage aux alentours de Salon-de-Provence avant de s'installer à Marseille quand il a 17 ans. Il s'intéresse à tous les sports avant de se spécialiser dans les arts martiaux : d'abord judo, puis karaté et kung-fu, et plus tard capoeira, box thai ou encore MMA.
Son intérêt pour la musique est né dès son enfance : « Tous les week-ends, on dansait à la maison. On écoutait du disco, du funk. On poussait facilement les tables dans ma famille. » Ses parents écoutaient beaucoup de gospel (Aretha Franklin) et de soul (Tina Turner, James Brown). Adolescent, il danse sur du funk et participe à des concours de danse.
Son premier contact avec le hip hop se fait avec la danse, au visionnage du clip de Street Dance (1983) du groupe américain Break Machine, « un contact visuel, physique ». Il se passionne pour la danse, en particulier la breakdance (l'un de ses groupes se nomme alors les « Flash Breakers »).
Shurik'n commence le rap en 1986 avant d’intégrer le groupe naissant B-Boys Stance en 1987 (rebaptisé IAM en 1988). Inspiré par la tendance du hip hop américain de l'époque qui favorise la qualité de l'écriture et le fond (« c'était la mode de regarder autour de soi pour retranscrire »), il écrit des textes engagés.
En 1997, le troisième album du groupe phocéen, L'École du micro d'argent, réussit une percée historique dans l'histoire du rap français.
L'année suivante Shurik'n, à l'instar des autres membres d'IAM, se consacre à son premier album solo, Où je vis. Outre l'écriture des textes et leur interprétation, il produit et réalise tous les morceaux de l'album, qui accueille quelques featurings avec d’autres rappeurs marseillais. Très sombre, Où je vis évoque la misère, les manipulations médiatiques et la jeunesse perdue. Le morceau Oncle Shu, qui fait la part belle au vocabulaire asiatique, notamment relatif aux ninjas,, offre une respiration bienvenue. Où je vis atteint la première place des classements français, et est certifié double disque d'or.
En 2000, Shurik'n publie avec le rappeur Faf Larage – son frère – l'album La Garde. En 2001, Oncle Shu invite Wallen sur le duo Celle qui a dit non,,. Il réalise également l'album[Lequel ?] de Saïd, artiste soul du label 361 Records, dirigé par Akhenaton. Il participe également aux albums d’IAM : Revoir un printemps (2003) , Saison 5 (2007), Arts Martiens (2013), et ...IAM (2013).
En 2016 Shurik'n sort son 3e album solo Adamant-ium.
En 2023, il cite Rakim, Busta Rhymes et Nas comme ses trois MCs préférés (« j'ai droit à trois mais j'aurais pu en citer au moins dix »).

## Décorations
- Officier de l'ordre des Arts et des Lettres (2020)[11]

## Discographie

### Albums studio
- 1998 : Où je vis

1. Samurai
2. Où je vis
3. L.E.F.
4. Mon clan Feat Faf Larage
5. J'attends
6. Fugitif
7. Les miens
8. Rêves Feat Freeman
9. Mémoire Feat Sat l'Artificier
10. Esprit anesthésié Feat Faf Larage
11. Lettre
12. Oncle Shu
13. Sur de rien Feat Freeman
14. Y'a pas le choix Feat 3e Œil et Sista Micky
15. Manifeste Feat Akhenaton
16. J'lève mon verre (bonus)

- 2010 : Daz Tape

1. Intro
2. Un bon son brut
3. Ca viens de la rue
4. Lettre
5. Daz au contrôle
6. Pourquoi je suis là
7. L'enfer
8. Mémoires
9. Mon flow
10. Oncle Shu
11. Déterminé!
12. La fin de leur monde
13. Samuraï
14. Big Dream
15. Côté Obscure
16. W.W.
17. L'école du micro d'argent
18. La 25e image
19. Dangereux
20. Fugitif
21. United
22. Remix Dj Daz
23. J'attends
24. So good Feat Davina
25. La ronde
26. J'lève mon verre
27. Demain c'est loin
28. Again Feat Faith Evans
29. La garde
30. Idéaliste
31. Né sous la même étoile'
32. Où je vis
33. Poussière II galaxie
34. La tangente
35. L'art de la rime
36. Les miens
37. Manifeste

- 2012 : Tous m'appellent Shu

1. Tous m'appellent Shu
2. Une flamme dans le noir
3. Fugitif 2 feat Samm
4. Dans le ciel
5. Bombe le torse
6. La même chose
7. Ici
8. Mon fils
9. Faut que je m'échappe
10. Vivre feat Saïd
11. Tant que le clic
12. Comme vous feat Akhenaton & Saïd
13. Le Sud feat Akhenaton
14. MC
15. Tranche de vie

- 2016 : Adamant-ium

1. Intro
2. Qui va là
3. Coupable (feat Samm)
4. Adamant-ium (R.E.D.K. feat Skyzoo & Samm)
5. Comme à chaque fois (feat Akhenaton, Samm & Jnoun)
6. Lâchez moi
7. Interlude (feat Tragedy Khadafi)
8. J'écris
9. Ça défile (feat Demi Portion)
10. Dans le viseur (feat Faf Larage)
11. On fait le job (feat Veust Lyricist)
12. Un de ces morceaux (feat Melyn & Saïd)
13. Où te mènerons tes pas (feat Melyn)

### Albums collaboratifs
- 1990 : IAM Concept (avec IAM)
- 1991 : ... de la planète Mars (avec IAM)
- 1993 : Ombre est lumière (avec IAM)
- 1997 : L'École du micro d'argent (avec IAM)
- 2000 : La Garde (en duo avec Faf Larage)
- 2003 : Revoir un printemps (avec IAM)
- 2007 : IAM Official Mixtape (avec IAM)
- 2007 : Saison 5 (avec IAM)
- 2013 : Arts Martiens (avec IAM)
- 2013 : ...IAM (avec IAM)
- 2017 : Rêvolution (avec IAM)
- 2019 : Yasuke (avec IAM)
- 2021 : Rimes essentielles (avec IAM)
- 2023 : HHHistory (avec IAM)

### Compilations
- 1992 : Rapattitude 2 - Rien n'est plus comme avant - avec son groupe IAM
- 1997 : Original Bombattak Vol. 1 - Ill feat. Shurik'n et Le Rat Luciano
- 1998 : DJ Kheops - Sad Hill - Si j'avais su - Shurik'n avec Akhenaton et Freeman
- 1998 : DJ Kheops - Sad Hill - Les groupes représentes - Def Bond feat. Shurik'n
- 1998 : Chroniques de Mars - Le destin n'a pas de roi - Shurik'n feat. Faf Larage.
- 1998 : Chroniques de Mars - La garde meurt mais ne se rend pas  - Shurik'n feat. Faf Larage.
- 1999 : Première Classe Vol.1 - Animalement vôtre - Shurik'n feat. Kery James, Rocca et Hamed Däye
- 1999 : L'univers des lascars - 6 minutes - Shurik'N feat. Akhenaton, Daddy Lord C, Scurfy, Prime Essence et Leïla Rami
- 1999 : L'univers des lascars - Un jour comme un lion - Avec son groupe IAM
- 1999 : Delabel Hostile Rap - Samouraï - Shurik'n
- 1999 : Emmaüs Mouvement - Tek chance - LKJ feat. Shurik'n
- 2000 : Le Flow 2 - Rien n'est éternel -Shurik'N feat. Sté Strausz
- 2000 : Une spéciale pour les halls - Animalement vôtre (remix) - Shurik'N feat. Kery James, Rocca et Hamed Daye
- 2000 : La Légende II - En mission - Ad Hoc-1 feat. Shurik'n
- 2001 : 15 balles perdues - Dancehall furie - Shurik'N feat. Akhenaton, Disiz & Tairo
- 2001 : 15 balles perdues - J'leve mon verre - Shurik'N
- 2001 : 15 balles perdues - Donne-moi le micro - avec son groupe IAM
- 2001:  Kopfnicker Records - Oasis -  Shabazz the Disciple feat. Afrob, Ju, Skills en Masse et Shurik'N
- 2002 : DJ Nels (Time Bomb) - Thèmes persos 3 - Au Minimum -Akhenaton feat. Shurik'N
- 2003 : French Connection - Question de survie - Afrob feat. Shurik'N
- 2004 : OM All Stars - Compétition - Shurik'n feat. Saïd
- 2004 : Time Bomb (DJ Nels) - 2 Paris à Marseille - Mars 2000 - Def Bond feat. Freeman & Shurik'n
- 2005 : The Basement - Heeinn, Heeinn - Shurik'N feat. Erick Sermon
- 2005 : 13 - Inédit - avec son groupe IAM
- 2005 : Rap Performance - L'encre coule encore - Shurik'N
- 2005 : Nerfs à vif - Pur sang - avec son groupe IAM feat. Daddy Lord C
- 2005 : Nerfs à vif - Débarquement - avec son groupe IAM feat. Daddy Lord C & K-Rhyme Le Roi
- 2006 : La Cosca Team Vol.2 - Cosca Crew Party - Akhenaton feat. Shurik'N
- 2006 : La Cosca Team Vol.2 - La Ronde - La Cosca Team
- 2006 : DJ Myst - Original Bombattak Freestyles Mixtape - Freestyle (janvier 98) (CD 1) - Shurik'n feat. Faf Larage
- 2006 : DJ Myst - Original Bombattak Freestyles Mixtape - Freestyle (janvier 98) (CD 2) - Shurik'n feat. Faf Larage
- 2006 : DJ Myst - Original Bombattak Freestyles Mixtape - Freestyle (février 97) - Ill feat. Shurik'n, et Le Rat Luciano
- 2006 : Yvan - Union Beats Switzerland - La rime assassine - 'Shurik'n feat. F
- 2007 : Chroniques de Mars, Volume 2 - Si t'es un soldat  - Shurik'N feat. Jahman Soldat

### Apparitions
- 1998 : Cut Killer - opération freestyle
- 1998 : Dubmatique - Dubmatique : L'avenir
- 1998 : NAP - La fin du monde : Pas même un sourire
- 1999 : La Brigade - La Brigade, Le Testament : Meurt mais ne se rend pas - avec Faf Larage
- 1999 : Sens Unik - Propaganda : Le jour d'après
- 1999 : Freeman -  L'Palais de justice :   C'est notre hip-hop - avec Akhenaton, Sako, K-Rhyme Le Roi, Def Bond, Faf Larage, et Sista Micky
- 2001 : Wallen - À force de vivre : Celle qui dit non
- 2001 : Akhenaton - Sol Invictus : Une impression
- 2001 : Less du 9 - Le temps d'une vie : C'est du sport - avec Faf Larage
- 2001 : Freeman - Mars Eyes : Le barème - avec Akhenaton
- 2002 : Akhenaton - Black Album : Petite apocalypse
- 2002 : Akhenaton - Black Album : Au minimum
- 2004 : Chiens de Paille - Sincèrement : Résistance - avec Veust Lyricist, et Soprano
- 2005 : L'Algérino -  Les Derniers seront les premiers : M.A.R.S. - avec Akhenaton, et Psy 4 De La Rime
- 2005 : Stress - 25.07.03 : Pose pas de questions - avec Saïd
- 2005 : Yami Bolo - Ministry : Écrire pour... - avec Daddy Nuttea
- 2006 : Akhenaton - Soldats de Fortune : L'École de samba - avec Veust Lyricist
- 2006 : Cosca Crew Party
- 2006 : Entre la pierre et la plume
- 2006 : Akhenaton - Soldats de Fortune : Bien paraitre - avec Chiens de Paille
- 2006 : La Fin de leur monde
- 2007 : Julie Zenatti - La Boite de pandore : Julie Ose
- 2007 : Kamelancien - Le Charme En Personne : Stressés - avec Akhenaton
- 2008 : Freeman - L'espoir D'un (C)rêve : L'espoir
- 2009 : Sat l'Artificier - Diaspora : La Race des battants - avec Saĩd
- 2010 : OGB - La Mémoire : Leader - avec son groupe IAM, et Mafia K'1 Fry
- 2010 : Youssoupha - Noir D**** : Poids Plume (remix officiel) - avec Lino, et Redk
- 2010 : Soulkast - Honoris Causa : Honoris Causa - avec Akhenaton
- 2020 : 13'Organisé - Je suis Marseille - avec Akhenaton, Jul, L'Algérino, Alonzo, Fahar, Sch et le Rat Luciano

### Bandes originales
- 1997 : Shurik'n feat. K'Reen - Savoir dire non (sur la B.O. du film Ma 6-T va cracker)
- 1997 : Avec son groupe IAM - C'est donc ça nos vies (sur la B.O. du film Ma 6-T va cracker)
- 2000 : Shurik'n feat. Millie Jackson - Prisoners of Love (sur la B.O. du film Comme un aimant)